# .vc
.vc — домен верхнего уровня для государства Сент-Винсент и Гренадины. Зарегистрирован 3 сентября 1991 года. В настоящий момент регистрацией доменов .vc занимается американская компания Afilias Limited. Регистрировать домены .vc могут граждане и организации любой страны без ограничений.
Формально доменная зона .vc предназначена для доменов организаций и лиц, связанных с Сент-Винсент и Гренадинами. Но благодаря отсутствию ограничений зона используется для сайтов любых организаций независимо от специфики их деятельности и места нахождения.
Желающих зарегистрировать домен .vc привлекает то, что эта аббревиатура может расшифровываться как «Венчурный капитал» (англ. Venture Capital), «Округ Вентура» (англ. Ventura County), «Вьетконг» (англ. Viet Cong), «Управление версиями» (англ. Version Control) и т.д. Существуют и другие, не англоязычные, варианты расшифровки аббревиатуры. Например, «VoCê» на португальском значит то же, что и английское «you», а «com» на португальском обозначает то же, что и «with» на английском. Таким образом, название домена «com.vc» по-португальски обозначает то же, что и английское «with.you».